# (6294) Czerny
(6294) Czerny (1988 CX1) – planetoida z grupy pasa głównego asteroid okrążająca Słońce w ciągu 3,45 lat w średniej odległości 2,28 j.a. Odkryta 11 lutego 1988 roku.